# General Electric Building
No confundirse con el Comcast Building también en Manhattan.
El General Electric Building (también conocido como 570 Lexington Avenue) es un rascacielos en la esquina suroeste de la avenida Lexington y la calle 51 en Midtown Manhattan, Nueva York (Estados Unidos). El edificio, diseñado por Cross & Cross y terminado en 1931, fue conocido como el RCA Victor Building durante su construcción. A veces se conoce por su dirección para evitar confusiones con el 30 Rockefeller Plaza, que alguna vez se conoció también como el GE Building.
570 Lexington Avenue tiene una torre gótica octogonal estilizada de ladrillo de 50 pisos y una altura de 195,1 m, con elaboradas decoraciones art déco de relámpagos que representan el poder de la electricidad. La torre está alejada de la base de esquinas redondeadas con mampostería elaborada y escultura figurativa arquitectónica. Fue diseñada para mezclarse con la cúpula bizantina baja de la Iglesia Episcopal de San Bartolomé adyacente en Park Avenue, con el mismo color de ladrillo y decoración arquitectónica de terracota. La corona del General Electric Building, ejemplo de tracería gótica, está destinada a representar la electricidad y las ondas de radio. En la esquina sobre la entrada principal hay un reloj con el logotipo de GE en cursiva y un par de brazos plateados sin cuerpo que sostienen rayos de electricidad.
El proyecto se anunció en 1929 y se completó dos años después. Se le encargó originalmente a RCA, entonces una subsidiaria de General Electric (GE). RCA se mudó a 30 Rockefeller Plaza cuando la construcción estaba en curso, y el 570 Lexington Avenue se le transfirió a GE como parte de un acuerdo en el que RCA y GE dividieron sus propiedades. GE tuvo su sede en 570 Lexington Avenue entre 1933 y 1974 y retuvo la propiedad hasta 1993, cuando el edificio fue donado a la Universidad de Columbia. Este fue completamente renovado por Ernest de Castro del WCA Design Group en la década de 1990. Fue designado un hito de la ciudad de Nueva York en 1985 y se agregó al Registro Nacional de Lugares Históricos en 2004.

## Sitio
El General Electric Building ocupa la esquina suroeste de la avenida Lexington y la calle 51 en el vecindario Midtown Manhattan de la ciudad de Nueva York. Se encuentra en la parte noreste de una cuadra de la ciudad delimitada por Park Avenue al oeste, la calle 50 al sur, la avenida Lexington al este y la calle 51 al norte. La Iglesia Episcopal de San Bartolomé está directamente al oeste en la misma cuadra de la ciudad, y otro edificio de oficinas está al sur. También está cerca del Waldorf Astoria al sur, el DoubleTree Metropolitan Hotel y el Beverly Hotel al este, y 345 Park Avenue al norte. Entradas a la estación Calle 51 del Metro de Nueva York, servida por los Trenes 6, <6>, E y M, se encuentran junto al lado norte.
Los lotes que componen el sitio del General Electric Building fueron comprados por Frederick y Maximilian Schaefer a partir de 1867 y se desarrollaron como Schaefer Brewery en 1878. Las vías del tren de Park Avenue, que corren en un corte abierto a menos de una cuadra al oeste del sitio, se colocaron bajo tierra como parte de la construcción de Grand Central Terminal a principios del siglo XX. La apertura de Grand Central Terminal en 1913 estimuló el desarrollo en el área delimitada por la avenida Lexington, la avenida Madison, la calle 51 y la calle 42. La Iglesia de San Bartolomé compró el sitio de Schaefer en 1914. El edificio principal de la iglesia se erigió en la esquina noroeste del bloque en 1919, y la Catedral de San Patricio desarrolló la Escuela Secundaria Catedral en la esquina sureste en 1924. Después de que San Bartolomé's construyó su sala capitular y jardín en la esquina suroeste del bloque, el sitio de Schaefer fue el único en el bloque que no se desarrolló.

## Arquitectura
El General Electric Building fue diseñado por John Walter Cross de Cross & Cross en estilo art déco con ornamentación neogótica. Esto contrastaba con los diseños anteriores de la firma, que tendían a ser de los estilos Renacimiento gótico, Renacimiento georgiano o neorrenacentista. Bartholomew Building Corporation desarrolló originalmente 570 Lexington Avenue para RCA, aunque el edificio pasó a llamarse General Electric (GE) a mitad de la construcción cuando RCA decidió ocupar 30 Rockefeller Plaza. El acero fue erigido por McClintic-Marshall Construction Company, mientras que los arcos de piso de concreto fueron contratados por Brennan & Sloan.

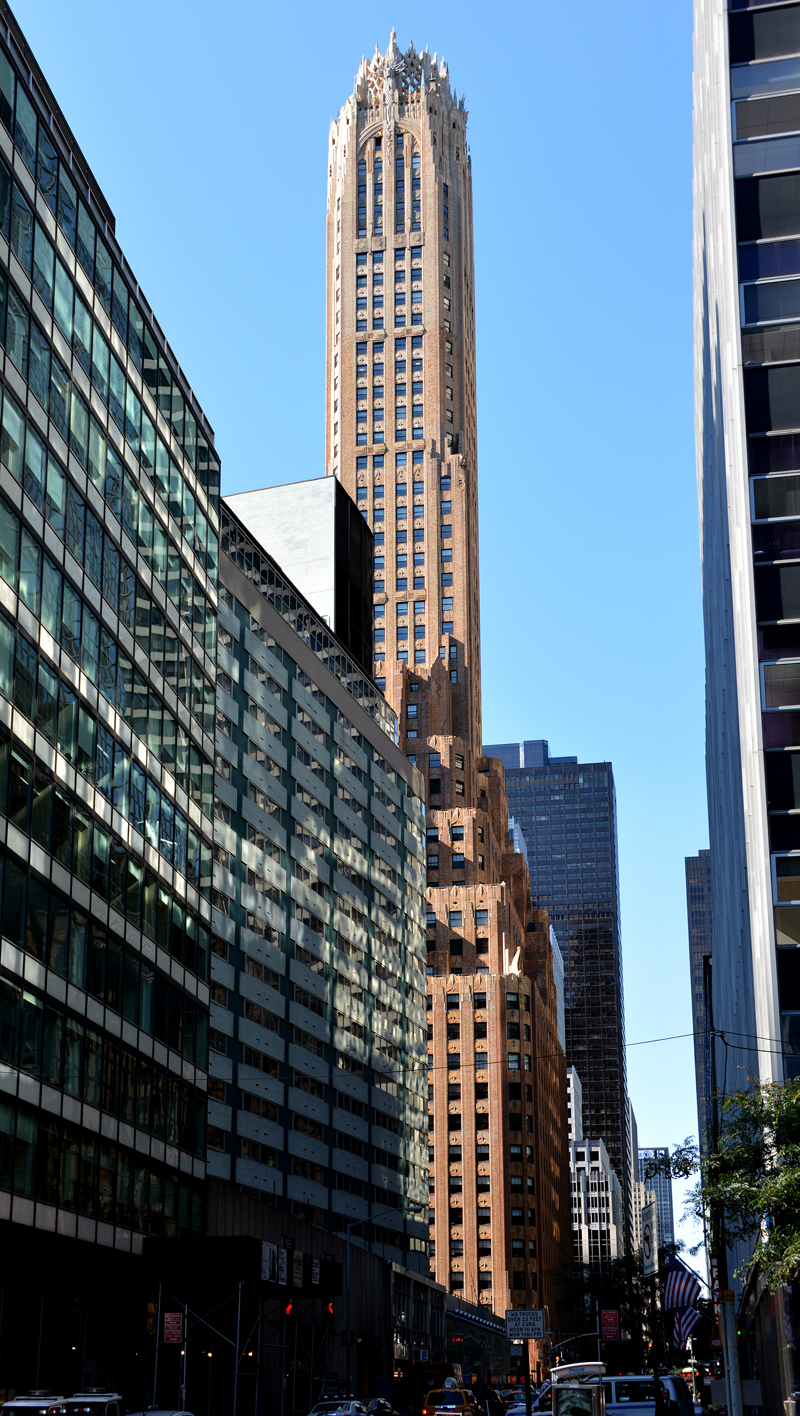
Mirando hacia el oeste en la calle 51 hacia la fachada art déco del General Electric Building

Fue diseñado para armonizar con las estructuras vecinas, particularmente la Iglesia Episcopal de San Bartolomé, así como la Escuela Secundaria Cathedral High School, demolido desde entonces, hacia el sur. Hay 46 pisos de oficinas en total, así como cuatro pisos mecánicos, aunque los pisos 48 y 49 también alguna vez tuvieron comedores ejecutivos. Las fuentes discrepan ligeramente sobre la altura precisa del edificio. Emporis da una altura de 195 m, mientras que el Centro de Rascacielos del Consejo de Edificios Altos y Hábitat Urbano cita 196 m

### Forma
Los pisos más bajos tienen mampostería elaborada y escultura figurativa arquitectónica, con una esquina redonda que da a la avenida Lexington y la calle 51. Por encima de una serie de retranqueos graduales, el edificio se eleva en una torre de ladrillo octogonal similar al diseño anterior de Cross & Cross para 20 Exchange Place. Es una torre gótica estilizada, con elaboradas decoraciones art déco de relámpagos que muestran el poder de la electricidad. Según la Comisión de Preservación de Monumentos Históricos de la Ciudad de Nueva York, la base y la torre forman "uno de los rascacielos más expresivos de su época".
Los doce pisos más bajos llenan toda el área del lote. Entre los pisos 13 y 25, tiene retranqueos poco profundos en cada elevación, que se utilizan para enfatizar las líneas verticales. Los costados de la avenida Lexington y la calle 51 tienen retranqueos en los pisos 13, 16, 19 y 22, y el de la avenida Lexington también tiene un retranqueo en el piso 25. Los centros de los costados de la avenida Lexington y la calle 51 tienen buhardillas piramidales salientes que se elevan de uno a tres pisos adicionales por encima del retranqueo anterior. La torre se eleva 25 pisos por encima de estos retranqueos. Salvo la esquina noreste debajo del piso 35, las esquinas de la torre están achaflanadas para formar una planta de ocho lados.

### Fachada
La fachada fue diseñada para mezclarse con la cúpula bizantina baja de la iglesia de San Bartolomé y comparte el mismo color de ladrillo, con decoraciones de terracota elegidas para coordinar. En toda la fachada se utilizaron ladrillos en colores naranja, leonado y beige. Los ladrillos, dispuestos al azar en lazos americanos, crean desde la distancia la impresión de un rico color bronce.
Los antepechos, ménsulas, enjutas y otros elementos de la fachada están realizados en terracota en tonalidades similares. Los detalles de terracota incluyen relieves que representan rayos. La sección más baja de la fachada del piso inferior está hecha de granito rojizo y algunas de las molduras del piso superior están hechas de mármol rojizo. La terracota de los pisos superiores estaba rociada con oro de catorce quilates. El detalle de la fachada envuelve también sus elevaciones traseras.
La fachada tiene pocas superficies planas. El diseño se destaca por pilares verticales redondeados, que separan la fachada en tramos, y enjutas empotradas, que separan las ventanas entre cada piso. Los pilares se elevan por encima y entre las aberturas del primer piso. Las enjutas son en su mayoría similares en diseño. En las elevaciones principales del edificio, la sección superior de un tímpano típico tiene un galón grande hecho de barras acanaladas, mientras que la sección inferior tiene dos galones de tamaño medio con acanaladuras más pequeñas. Corriendo verticalmente a lo largo del centro de cada antepecho hay un perno en forma de rombo con acabado aluminizado. El perno probablemente representa la industria de la radio, aunque el historiador de la arquitectura Anthony W. Robins escribe que el perno también se ha comparado con las ondas sonaras en una RCA Victrola.

#### Primer piso

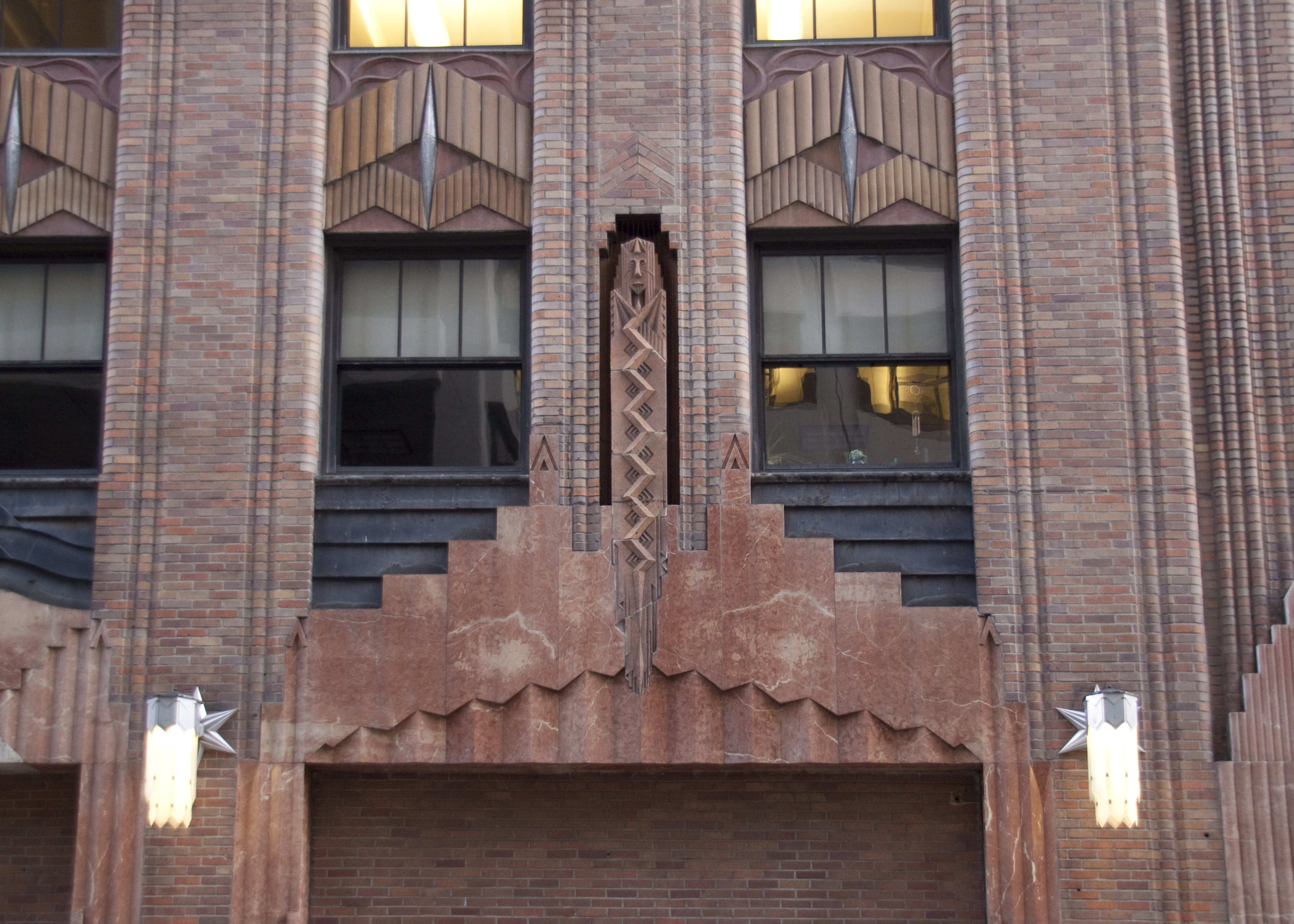
Frontón sobre el muelle de carga

A nivel del suelo, la fachada tiene escaparates de diferentes tamaños. El costado de la avenida Lexington tiene cuatro grandes escaparates, dos a cada lado de la entrada principal. El de la calle 51 tiene cuatro escaparates grandes y dos pequeños, un muelle de carga de dos tramos de ancho y una entrada de carga de un tramo de ancho. Los escaparates y el muelle de carga están rodeados por un marco de mármol rojo que tiene jambas de caña. Sobre cada escaparate hay un frontón triangular con un tímpano estriado; un marco de frontón escalonado; y un nicho en el muelle sobre el centro del frontón, que tiene una representación de un "espíritu eléctrico". Los frontones sobre la entrada principal y la entrada de carga son más elaborados que los otros.
La entrada principal está en la avenida Lexington y tiene tres puertas de metal de una sola hoja. En lugar de picaportes, cada puerta tiene una placa de empuje con un diseño en zigzag. La entrada de la avenida Lexington está coronada por una ventana de travesaño con triángulos y curvas entrelazados. El frontón sobre la entrada principal tiene una escultura de metal con una enredadera curva y un rombo en el centro. La escultura está flanqueada por representaciones de colgantes que están suspendidos de volutas en espiral. El frontón sobre la entrada de mercancías tiene un panel de aluminio bajo una serie de semicírculos de ladrillo redondo; la puerta de abajo es una simple puerta de metal.
La esquina noreste del edificio, frente a la avenida Lexington y la calle 51, tiene un diseño más ornamentado que el resto de la fachada, ya que estaba destinado a conducir a un espacio bancario en el primer piso. A nivel del suelo, hay un contrafuerte no estructural hecho de mármol, con frontones elaborados arriba. Este consta de dos tramos, uno frente a cada calle, y está sostenido por un pilar en la esquina. En el muelle hay un reloj con el logotipo de GE en cursiva y un par de brazos plateados sin cuerpo que sostienen rayos de electricidad. Los vanos del contrafuerte de la esquina están rematados por frontones triangulares tripartitos de mármol, que presentan un puño cerrado que sostiene un perno eléctrico, rematados por una serie de semicírculos de ladrillo redondo.
Entre los pisos 2 y 12, la esquina noreste del edificio es curva. La esquina tiene dos tramos de ancho. Las enjutas de las tramos de las esquinas tienen un patrón de tres rombos que aumentan de tamaño de abajo hacia arriba, y el rombo superior tiene un acabado aluminizado.

#### Pisos superiores

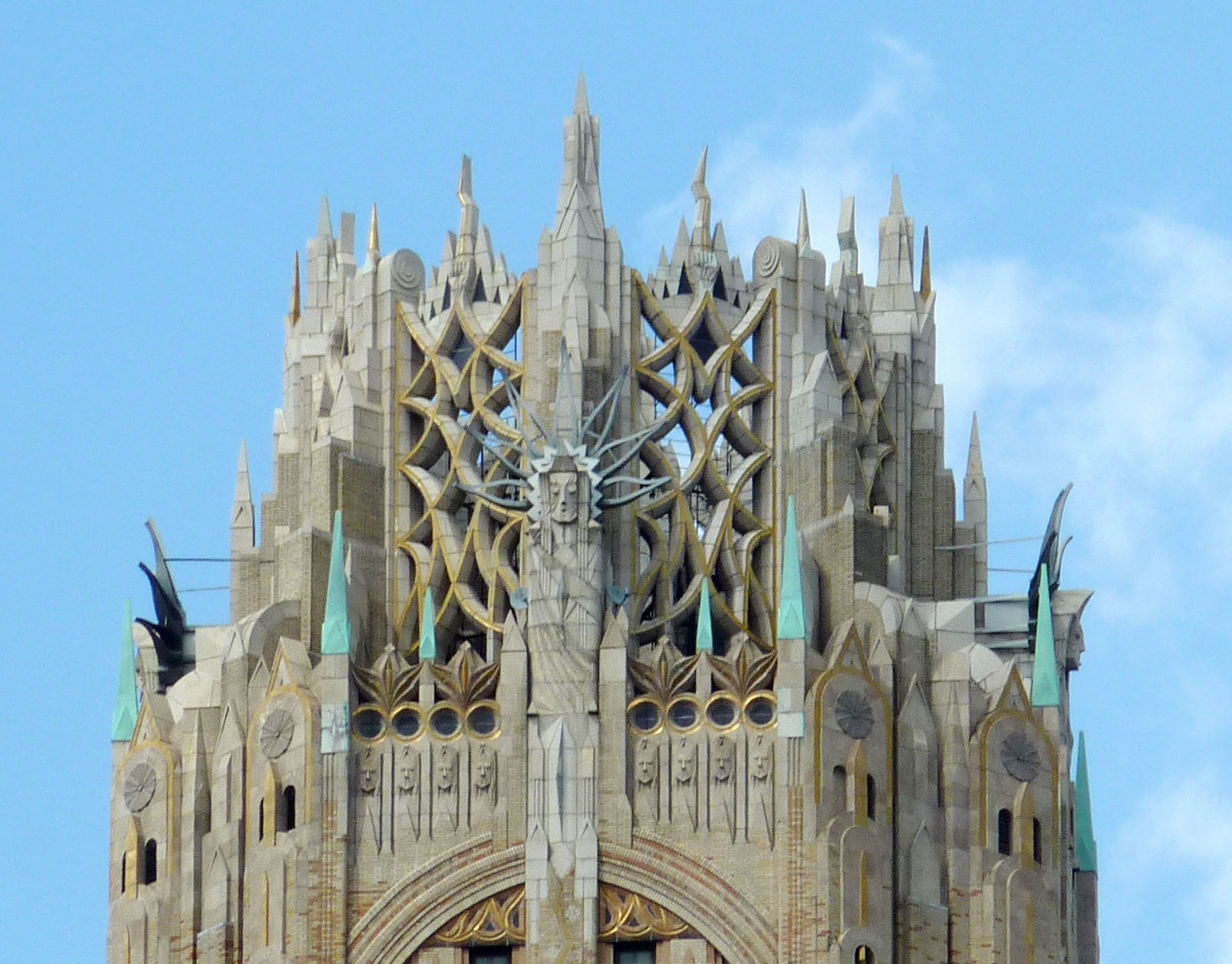
La corona del edificio con su diseño de "ondas eléctricas"

Por encima del piso 12, la esquina noreste del edificio tiene un chaflán plano en cada una de las partes retranqueadas entre los pisos 12 y 21. También hay tres esculturas de "espíritus eléctricos" en la esquina noreste: en el piso 12, entre los pisos 23 y 25, y entre los pisos 34 y 35. Debido a la masa del edificio, estos "espíritus eléctricos" se compensan con la entrada a nivel del suelo. Los rostros estilizados también dan a las tramos centrales a lo largo de la avenida Lexington y la calle 51.
La torre tiene cuatro tramos en cada una de las elevaciones principales orientadas al norte, sur, oeste y este, así como un tramo en cada chaflán. Las enjutas entre los pisos 45 y 48 consisten en círculos elevados con acabado íntegramente aluminizado. Un arco se eleva sobre el piso 49 de cada elevación principal. El pilar central de cada lado se eleva por encima del arco para sostener una de las cuatro figuras en la corona del edificio. Cada uno de los 15,2 m las figuras representan una deidad con un "rayo bifurcado" encima de ellas. La corona del edificio tiene una tracería gótica tocada con oro, que pretende representar la electricidad y las ondas de radio. Los "rayos" de las deidades pueden iluminarse por la noche.

### Características
El edificio tiene 39 762 m² de superficie según The New York Times, aunque el Skyscraper Center da una superficie bruta de 42 577 m². Los pisos más bajos suelen tener 1579 m² cada uno, mientras que los pisos de la torre tienen 279 m². La estructura interior tiene una miríada de columnas que sostienen cada piso.
El vestíbulo está diseñado en estilo art déco y consta de un pequeño vestíbulo que conduce a un vestíbulo de ascensores más grande. Según uno de los arquitectos del edificio, John Cross, el vestíbulo era un "interesante contraste" con los detalles más conservadores de la fachada. El vestíbulo conserva muchos elementos de su diseño original, y algunos espacios secundarios y oficinas aún conservan algunos de sus elementos de diseño iniciales. Sin embargo, muchos pisos han sido remodelados. Se eliminaron las características ornamentales originales del auditorio del sótano y los comedores de los pisos 48 y 49.

#### Vestíbulo

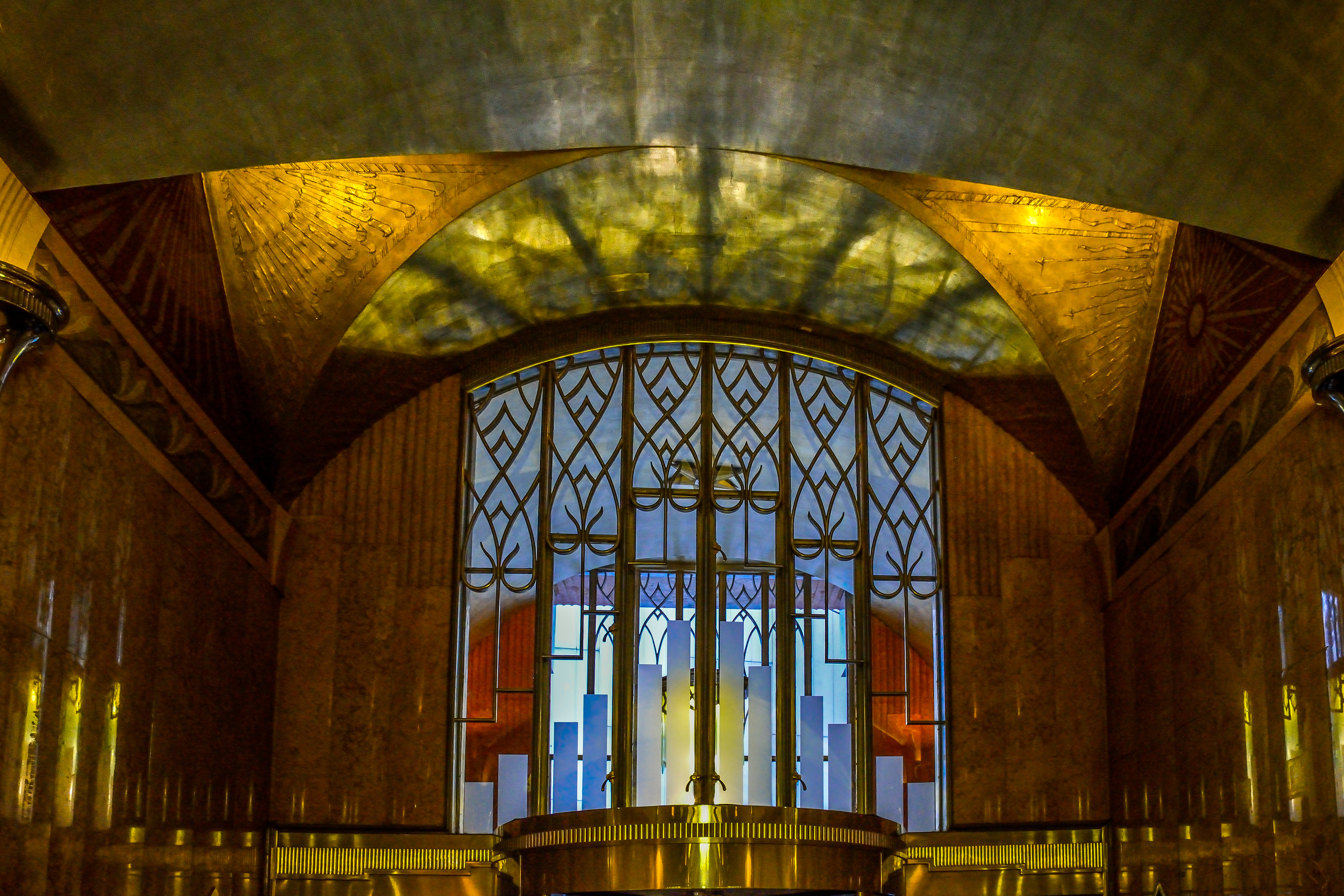
Vestíbulo de entrada de la avenida Lexington

El vestíbulo dentro de la entrada de la avenida Lexington tiene un piso de granito pulido. Sus paredes del vestíbulo consisten en una superficie de mármol rojo sobre una base de granito rojo, similar al del exterior. Las paredes laterales tienen rejillas de radiador decorativas con rectángulos altos con tapas angulares. Encima de las paredes del vestíbulo hay un friso que consiste en un mosaico ondulado entre bandas de mármol beige; está interrumpido por dos piedras ligeramente salientes que sirven de reflectores. En las paredes debajo del friso hay qpliques de metal con forma de antorchas. El techo del vestíbulo tiene una bóveda de cañón liso con acabado en pan de plata, así como una lámpara de araña art déco en voladizo. El vestíbulo y el lobby están separados por un muro de mármol. Una puerta giratoria de metal flanqueada por dos puertas más pequeñas conduce al vestíbulo, mientras que una ventana de popa y una rejilla metálica decorativa se encuentran sobre estas puertas.
John Cross tenía la intención de que el diseño del vestíbulo diera una impresión de "energía vibrante". El lobby es un espacio largo y rectangular que se extiende hacia el oeste desde el vestíbulo de la avenida Lexington. El suelo de terrazo tiene elaborados diseños geométricos y reflejos de mármol. Las paredes están formadas por paneles convexos de mármol rosa con vetas rojas más oscuras, colocados sobre una base de mármol negro con vetas blancas. Las paredes están rematadas por frisos ondulados y candelabros en forma de antorcha, similares a los del vestíbulo, aunque el muro occidental del vestíbulo no tiene friso ondulado. El techo es de bóvedas de cañón pintadas en plata. Las bóvedas se elevan en forma de lúnula, apoyadas en piedras ligeramente salientes a lo largo de los frisos en lo alto de cada muro; la lúnula toca en el vértice de cada bóveda. Las bóvedas forman recortes triangulares sobre el friso en cada pared lateral, cada uno de los cuales tiene uno de los dos diseños murales con motivos de flechas. Cross comparó la iluminación de las paredes de mármol rosa con las estaciones de transmisión, mientras que describió los recortes triangulares en el techo como un símbolo de "la franqueza y la penetración de la radio misma". El techo también tiene tres candelabros, que no formaban parte del diseño original.
El muro occidental del vestíbulo tiene una abertura que está cerrada por una pantalla de metal art déco; esta abertura está rematada por un reloj decorativo con estructura de metal y esfera de mármol rojo. En el muro norte, una amplia abertura conduce a una escalera al sótano, así como a un espacio comercial adyacente. Una abertura similar en la pared sur conducía a una sala de espera y una galería comercial, pero se selló en 1995, cuando frente a esta se instaló el mostrador de seguridad. Las aberturas de los ascensores, cinco en cada uno de los muros norte y sur, tienen puertas de metal pintadas con indicadores de piso digitales encima de ellas. También hay aberturas que conducen desde el vestíbulo a varios espacios secundarios, así como rejas decorativas en las paredes. Los detalles decorativos incluyen un buzón de metal art déco en la pared sur del vestíbulo.

Extendiéndose más allá de la pared occidental del vestíbulo hay un corredor transversal, que tiene un diseño de techo similar y pisos de terrazo. Este conduce a una entrada de carga con paredes de mármol y rejas decorativas en las puertas. En el lado oeste de la planta baja, al sur del vestíbulo, hay un área con pisos de terrazo liso y apliques de metal donde hay una escalera al sótano.

#### Otros pisos
Los diez ascensores del vestíbulo de la planta baja descienden al vestíbulo del sótano, que tiene un diseño más simple en comparación con el vestíbulo principal. El suelo de terrazo es ajedrezado, las paredes son de losas de mármol rosa y los ascensores conservan sus indicadores de suelo originales. Adyacente al vestíbulo del sótano hay un auditorio con un techo de yeso inclinado y paredes blancas, así como un pequeño escenario. Bartholomew Building Corporation hizo arreglos con Interborough Rapid Transit Company, que en ese momento operaba la estación de metro de la calle 51, para construir una entrada a la plataforma del centro de la estación en el sótano del General Electric Building. La entrada del sótano reemplazó una escalera de la acera a lo largo de la calle 51 en la avenida Lexington. El pasillo estaba hecho de mármol con escaparates de aluminio. En 1965 se abrió una nueva entrada a la calle, y el pasillo se cerró con un tabique revestido de mármol.
Las cabinas de los ascensores tienen incrustaciones de madera. Los ascensores también incluyen barandales de metal blanco y luces de esquina que datan del diseño original. Los techos de las cabinas de los ascensores son de pan de plata. Durante algún momento del siglo XX, los techos de pan de plata de los ascensores estuvieron ocultos a la vista, aunque fueron restaurados en algún momento antes de 2003.
Los pisos superiores tenían un diseño más sencillo en comparación con las áreas públicas. Tal como se construyó, cada piso en la base del edificio tenía vestíbulos de ascensores con pisos de terrazo, así como paredes de mármol con mosaicos ondulados. Existían vestíbulos de ascensores más pequeños en los pisos de la torre, aunque muchos de estos vestíbulos se eliminaron durante las renovaciones posteriores, dando a las oficinas acceso directo a los ascensores. Los pisos 48 y 49, los pisos utilizables más altos del General Electric Building, tenían los comedores ejecutivos y estaban ocupados por el General Electric Luncheon Club. El piso 48 tenía habitaciones privadas y el 49, un gran comedor. Raymond Hood y J. André Fouilhoux diseñaron una sala de conferencias "tecnológicamente avanzada" después de que GE se mudara al edificio, que combinaba luces de neón y vapor de mercurio para proporcionar una iluminación indirecta constante. La sala de conferencias ya no existe.

## Historia

### Planeación

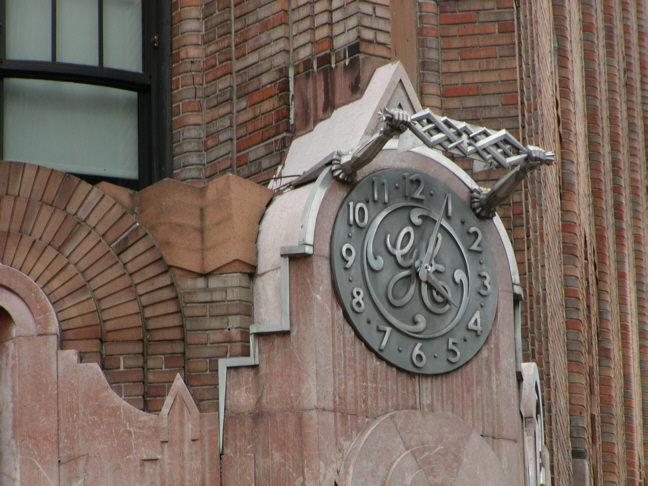
El reloj "GE" sobre la entrada de la esquina.

En septiembre de 1929, Tishman Realty & Construction adquirió terrenos en la esquina suroeste de la avenida Lexington y la calle 51, pasándolos a Bartholomew Building Corporation a través del intermediario Stanhope Estates Inc. El lote grande de la esquina se compró a Norko Realty Company y Julian Tishman & Sons, así como dos lotes más pequeños en la calle 51 a Nichols Holding Company. Al mes siguiente, Bartholomew Building Corporation compró el terreno a Tishman. El sitio comprendía 1533 m² en la esquina suroeste de la avenida Lexington y la calle 51, con un frente de 34 m en la avenida Lexington y 47 m en la calle 51; se desarrollaría con un rascacielos de 46 pisos en 570 Lexington Avenue.
Se esperaba que RCA fuera uno de los principales inquilinos, aunque Bartholomew Building Corporation originalmente se negó a confirmar este hecho. En ese momento, RCA tenía un "monopolio virtual sobre la publicidad, el marketing, la distribución y la venta de dispositivos y servicios de comunicación" en los Estados Unidos, aunque se le prohibió fabricar estos productos y servicios por su cuenta. RCA había comprado Victor Talking Machine Company en 1929, pasando a ser conocida como RCA Victor.

### Construcción
Cross & Cross fueron contratados para el proyecto y presentaron planos oficiales. El Departamento de Edificios de la ciudad de Nueva York emitió un nuevo permiso de construcción para el proyecto el 17 de diciembre de 1929. Los planos detallados para 570 Lexington Avenue, entonces conocido como RCA Victor Building, se publicaron en marzo de 1930. Como se anunció, tendría 198 m de altura, que consta de una base de al menos 20 pisos que se estrecha en una torre de 30 pisos.  El edificio contendría 28 800 m² de oficinas, la mitad para ser ocupada por RCA. Las subsidiarias de RCA, NBC y RKO General, ocuparían los pisos 9 al 17. Inmediatamente se otorgó un contrato de construcción a AL Hartridge Company. La demolición de las casas adosadas existentes en el sitio se completó el 15 de abril de 1930. El muro norte de la Escuela Secundaria Cathedral quedó vulnerable como resultado de la demolición, por lo que se reforzó con hormigón de ceniza.

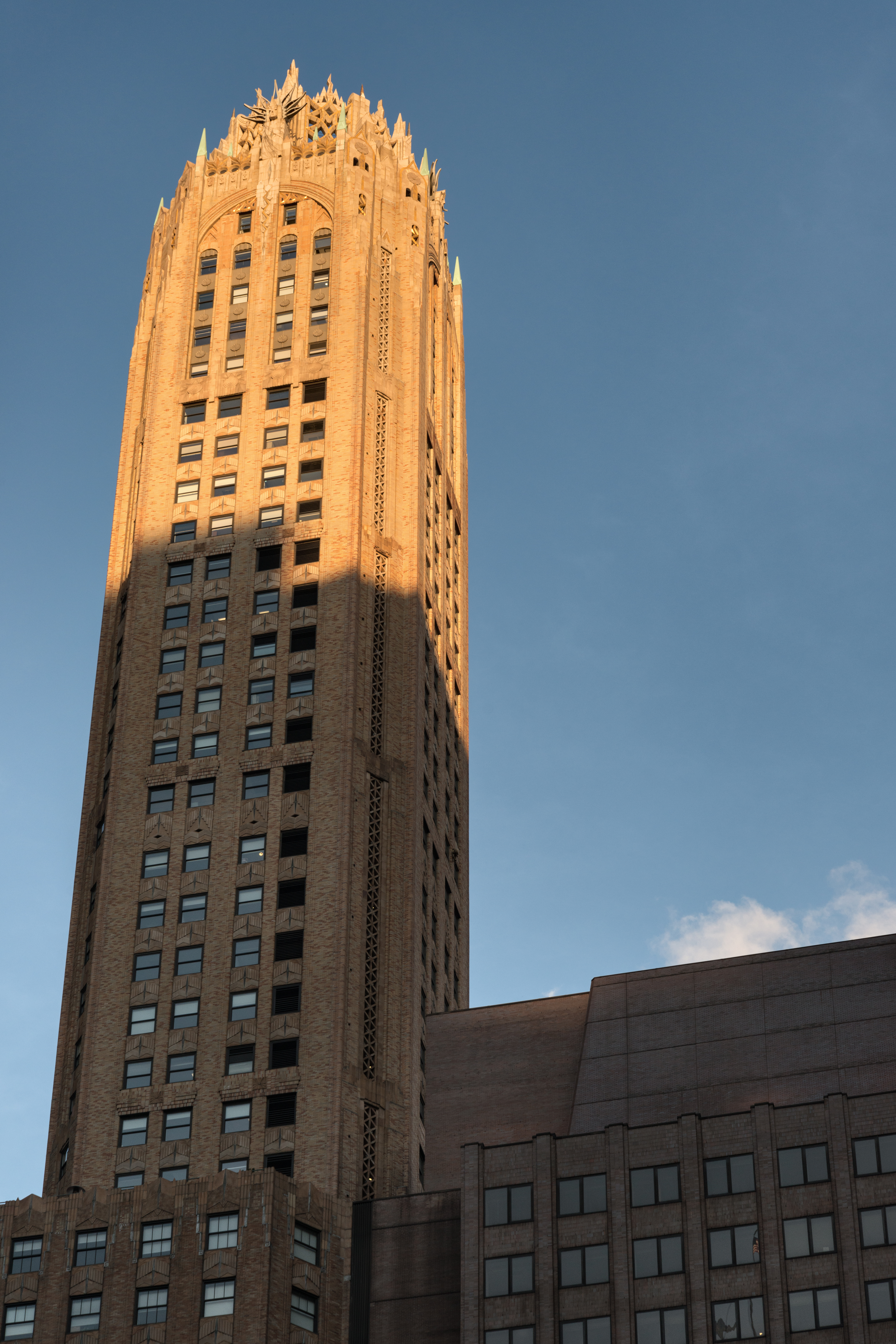
Visto desde la calle 50

Simultáneamente con el desarrollo del edificio RCA Victor, John D. Rockefeller Jr. estaba planeando un gran complejo de edificios (más tarde Rockefeller Center) tres cuadras al oeste del nuevo rascacielos. En diciembre de 1929, la Ópera Metropolitana rechazó una oferta para desarrollar un nuevo teatro de ópera en el sitio de Rockefeller. Raymond Hood, uno de los arquitectos involucrados en la construcción del Rockefeller Center, sugirió negociar con RCA y sus subsidiarias para construir allí un complejo de entretenimiento de medios masivos. El fundador de RCA y presidente de GE, Owen D. Young, estuvo de acuerdo con la propuesta. En ese momento, RCA buscaba una mayor independencia de las operaciones de GE, y tres meses después de que David Sarnoff asumiera la presidencia de RCA en enero de 1930, las dos empresas llegaron a un acuerdo para separar sus operaciones. Como parte de ese acuerdo, RCA entregó parte de sus acciones y el edificio RCA Victor, entonces en construcción, a GE, y el RCA Victor Building se renombró como el General Electric Building.
El trabajo en el General Electric Building comenzó el 3 de mayo de 1930. El contrato con el proveedor de acero, McClintic-Marshall Company, especificaba un cronograma de construcción ajustado, que la construcción del edificio parecía haber seguido de cerca. Si bien los elementos decorativos de la fachada se planearon originalmente para estar hechos de piedra caliza, se cambió por terracota y la piedra caliza solo se usó entre los pisos 34 y 35. Las enjutas de aluminio previstas para las plantas superiores también se sustituyeron por terracotas acabadas en aluminio. Los planes iniciales requerían una entrada de esquina más ornamentada con mármol rojo y negro, motivos vegetales de aluminio y esmalte con incrustaciones. La construcción de arcos de piso y el marco de acero continuó hasta mediados de 1930, durante el cual RCA continuó negociando un traslado a 30 Rockefeller Plaza, que entonces estaba en construcción. Bartholomew Building Corporation transfirió el contrato de arrendamiento del edificio a RCA el 13 de enero de 1931 y el título de propiedad pasó a GE diez días después. La construcción se completó a fines de 1931.

### Uso

#### De 1930 a 1950

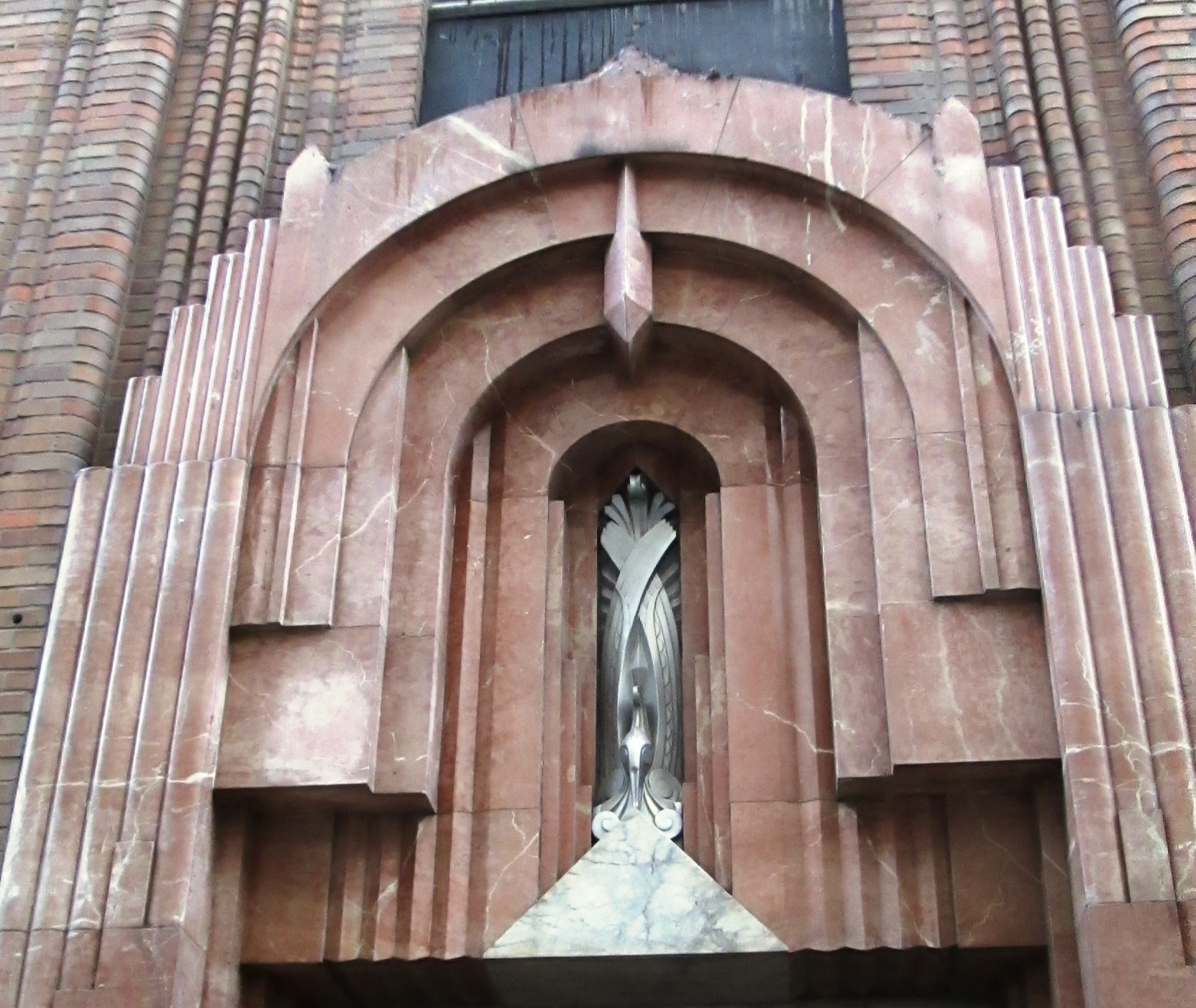
Decoración sobre la entrada de carga en la calle 51

570 Lexington Avenue se abrió a los inquilinos el 24 de abril de 1931, cuando RCA Victor se mudó al espacio. RCA había alquilado diez pisos en enero de 1931, pero luego modificó el contrato de arrendamiento para ocupar solo tres pisos. Otro arrendatario a largo plazo fue Childs Restaurants, quien firmó un contrato de arrendamiento de 21 años para el espacio comercial a nivel del suelo en julio de 1931. Otras grandes empresas tomaron espacio en el edificio en su primer año, incluyendo Seversky Aircraft, White Sewing Machine Company, la Federación Cívica Nacional, y la sede nacional de Girl Scouts of the USA. A fines de 1932, RCA y GE finalizaron un acuerdo en el que RCA se mudaría al Rockefeller Center y GE tomaría el edificio de la avenida Lexington. RCA trasladó sus oficinas fuera de 570 Lexington Avenue en junio de 1933 con la apertura de 30 Rockefeller Plaza.
En julio y agosto de 1933, GE trasladó su sede al edificio. Con este movimiento, junto con la apertura de la estación adyacente de la avenida Lexington en la Línea Queens Boulevard del sistema de metro independiente (ahora la E y  trenes) el presidente de la Asociación Cívica de la Avenida Lexington dijo que se había completado la "transformación" del tramo circundante de la Avenida Lexington. Los arquitectos Pruitt & Brown presentaron planes en enero de 1935 para convertir los dos pisos superiores en una casa club para Elfun Society, un grupo de ejecutivos de GE. Para ese año, el 75% del espacio del edificio estaba ocupado, a pesar de la recesión económica provocada por la Gran Depresión. Ese julio, los comedores de los pisos 48 y 49 sufrieron graves daños en un incendio, el más alto jamás combatido por el Departamento de Bomberos de la ciudad de Nueva York en ese momento. Posteriormente, en la década de 1930, el Citizen Savings Bank abrió una sucursal en el edificio. Otros grandes inquilinos en las décadas de 1940 y 1950 incluyeron a los abogados Reed, Crane De Give, así como al Manhattan Savings Bank.

#### De 1960 a 1980
Una "cafetería automática" sin cocina abrió en el General Electric Building en 1961. Las luces del edificio fueron reemplazadas tres años más tarde, y GE trasladó algunas de sus oficinas a otros dos edificios de Midtown. A principios de la década de 1970, GE consideró la construcción de una nueva sede en Fairfield. La nueva sede se inauguró en 1974 y las oficinas canadienses de GE se trasladaron al espacio que habían dejado las oficinas ejecutivas en 570 Lexington Avenue. En los años siguientes, gran parte del espacio de 570 Lexington Avenue quedó vacante.
Los escaparates de granito originales del General Electric Building fueron reemplazados por unos de aluminio en algún momento antes de 1975. Las ventanas de los otros pisos se reemplazaron a mediados de la década de 1980 y se restauraron varias características del exterior. La corona del edificio no se iluminó entre 1982 y 1988, cuando la renovación del edificio estaba casi completa. Mientras tanto, GE había comprado 30 Rockefeller Plaza en 1986 y lo renombró como "GE Building" dos años después. Si bien los empleados de NBC, subsidiaria de GE, declararon que los nombres similares podrían causar confusión, un portavoz de GE dijo que había un precedente para dos edificios con nombres similares en la ciudad y que, en cualquier caso, 570 Lexington Avenue era conocido popularmente como "570 Lexington". Confundiendo aún más la situación, el nombre anterior de 30 Rockefeller Plaza había sido RCA Building, pero 570 Lexington Avenue también se conocía con ese nombre durante su construcción.

#### De 1990 al presente

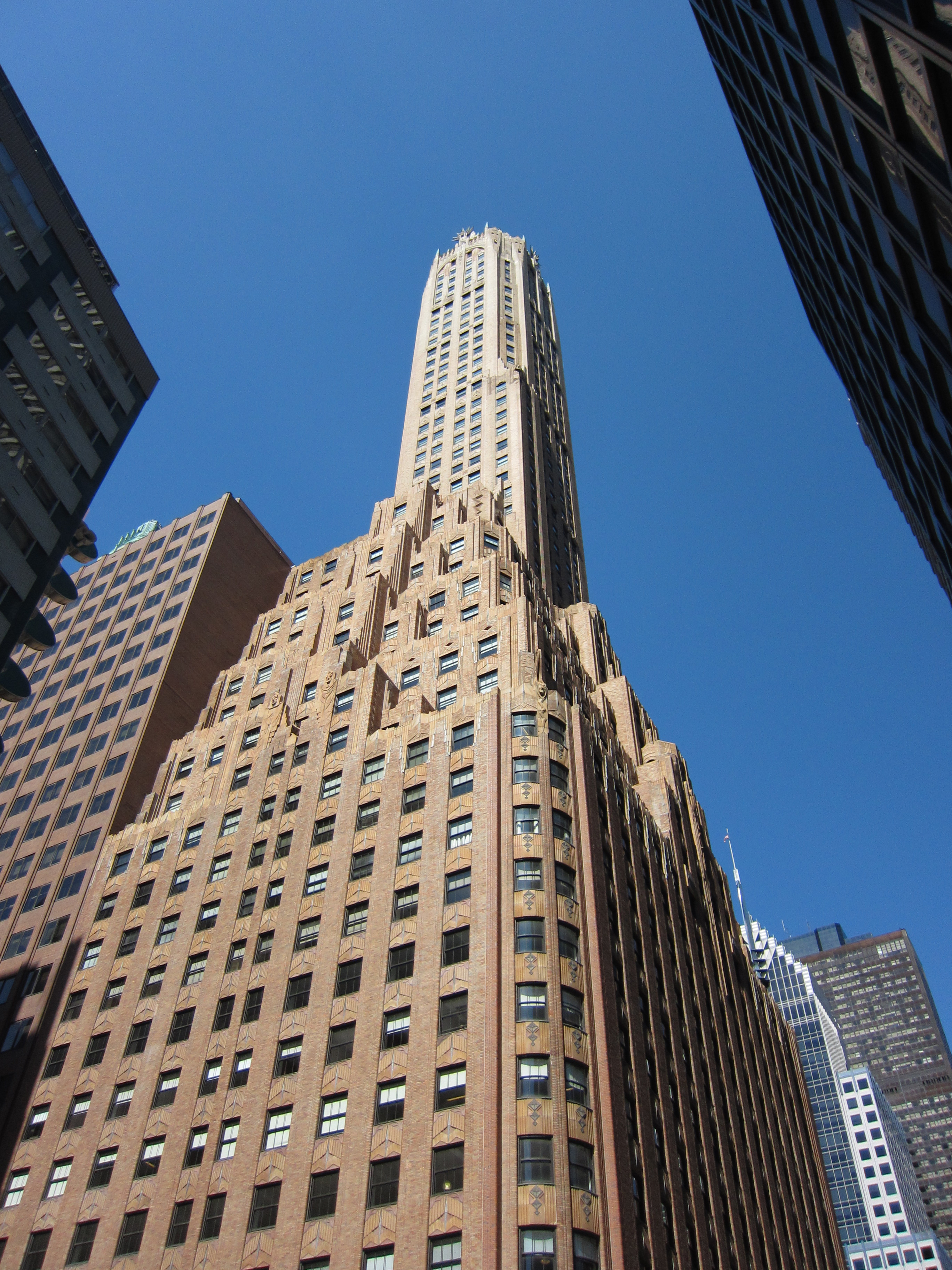
Visto desde Lexington y la 51

GE donó 570 Lexington Avenue a la Universidad de Columbia en 1993 para ganar 40 millones de dólares de deducción fiscal. La universidad formó una empresa conjunta con Mendik Company de Bernard H. Mendik y Quantum Realty Partners, y planeó una renovación para atraer inquilinos. Entre 1993 y 1995, Ernest de Castro de WCA Design Group renovó ampliamente el edificio. Se renovaron varios sistemas interiores, incluidos el vestíbulo y los ascensores. La renovación también agregó algunos elementos, como candelabros, que habían sido planeados pero no instalados en el diseño original. El exterior también se limpió y renovó, y se eliminaron varias "modernizaciones diversas". La entrada del metro adyacente de la calle 51 también fue reconstruida con un diseño art déco. Por la conservación del vestíbulo de su empresa, Mendik recibió el premio Preservation Achievement Award en 1996.
A fines de 1995, Mendik y Quantum Realty estaban alquilando un espacio dentro de 570 Lexington Avenue. En ese momento, los precios anuales solicitados por pie cuadrado del edificio se describieron como apenas la tasa de mercado, con 320 dólares/m² para los pisos inferiores y 430 dólares/m² para los pisos superiores. Además, 570 Lexington Avenue no estaba ubicado en una calle tan prestigiosa, y su diseño excluía modificaciones como falsos techos, pisos elevados o remoción de columnas. Vornado Realty Trust compró la empresa de Mendik en 1997 y aumentó su participación en 570 Lexington Avenue a la mitad de su participación en 1998. La Organización Feil compró el edificio en febrero de 2001 por 120 millones de dólares. Para la década de 2010, sus inquilinos incluían la Universidad de Cornell, Cornwall Capital, Asset.tv, Air India y el Instituto Roosevelt.

## Impacto

### Recepción crítica
Al momento de su finalización, el General Electric Building se caracterizaba por ser de estilo gótico, ya que el término "art déco" aún no se había popularizado. Un artículo de 1931 en The New York Times describió el edificio como de diseño gótico, al igual que los folletos minoristas emitidos por Cushman & Wakefield, que originalmente estaba a cargo de arrendar el espacio del edificio. George Shepard Chappell, escribiendo en The New Yorker bajo el seudónimo de "T-Square", escribió que el General Electric Building era "gótico en línea y moderno en detalle". A fines del siglo XX, el General Electric Building se describía como art déco. En la Enciclopedia de Arquitectos Macmillian de 1978, Christopher Gray describió el edificio como "explícitamente art déco".
Las críticas sobre el diseño fueron en su mayoría positivas. Si bien Chappell escribió que el General Electric Building era "demasiado conscientemente pintoresco", admiró la esquina redondeada del edificio. Lewis Pilcher describió el edificio en el Americana Annual de 1931 como "magníficamente concebido [...] con gracia y suavidad". Arnold Lehman escribió en 1971 que el edificio "destacaba por su tratamiento decorativo muy original", diciendo que "las figuras esculpidas en la corona pasan tan desapercibidas como el reloj bellamente detallado" en la esquina noreste del edificio. Según la Comisión de Preservación de Monumentos Históricos de la Ciudad de Nueva York (LPC), el edificio es un "gran ejemplo" de la arquitectura art déco y su estilo es "a la vez simbólico y expresivo de la función del edificio". El escritor de arquitectura Carter B. Horsley declaró que el diseño del edificio era un "campanario no oficial de la iglesia" inmediatamente detrás.
Las revisiones posteriores continuaron elogiando el diseño. Robert A. M. Stern escribió en su libro de 1987 Nueva York 1930 : "Su base no solo era una pieza sofisticada de relleno urbano, sino que su torre era una joya en la corona de rascacielos de Nueva York". La AIA Guide to New York City declaró que los "detalles art déco tanto en la calle como en el cielo del edificio son suntuosos y exuberantes". Según Peter Pennoyer, el edificio era distintivo "no solo por su masa poderosa y escultórica, sino también por su combinación colorida y hábil de los estilos gótico y art déco".

### Designaciones
El exterior del edificio fue designado como un hito de la ciudad de Nueva York por la LPC en 1985. Aunque existían designaciones separadas de "punto de referencia interior", el vestíbulo no fue designado como punto de referencia debido a la oposición de General Electric. 570 Lexington Avenue se agregó al Registro Nacional de Lugares Históricos el 28 de enero de 2004.